# Supergroup
Supergroup est une émission de télé réalité diffusée du 21 mai au 2 juillet 2006 sur la chaîne VH1. Le concept de l'émission est de former un supergroupe en plaçant cinq musiciens dans une grande maison où ils doivent vivre et écrire de la musique originale ensemble pendant une période de 12 jours, au terme duquel ils doivent donner un concert live.

## Nom du groupe
Le groupe a choisi de se nommer Damnocracy, suggestion de Sebastian Bach après avoir entendu Scott Ian dire « damn democracy ».

## Membres
- Sebastian Bach (ex-Skid Row) - voix
- Ted Nugent - guitare
- Scott Ian (Anthrax) - guitare rythmique
- Evan Seinfeld (Biohazard) - basse
- Jason Bonham (Foreigner) - batterie